# Улица Т. Врублевскё
Улица Т. Врублевскё (лит. T. Vrublevskio gatvė) — улица в Старом городе Вильнюса, наиболее известная благодаря Кафедральной площади и Саду библиотеки Академии наук. Проезжая часть засфальтированная, движение двустороннее. Пролегает от улицы Жигиманту до улицы Швянтрагё. Длина улицы около 240 м.
На западной части от улицы находиться проспект Гедимина, улица Жигиманту и улица Тилто, а на восточной части — улица Арсенало.
Есть велосипедная дорожка.

## Название
Улица была названа в честь адвоката, судьи и политического деятеля Тадеуша Врублевского.

## Достопримечательности
- Кафедральная площадь;
- Библиотечный сад Академии наук;
- Ассоциация муниципалитетов Литвы;
- Долина Святой Горы;
- Памятник Королю Миндовгу.